# Grand Junction (Colorado)
Grand Junction település az Amerikai Egyesült Államok Colorado államában, Mesa megyében, melynek megyeszékhelye is. Lakosainak száma 65 560 fő (2020. április 1.).

## Közlekedés

### Vasút
A települést napi egy pár California Zephyr néven futó Amtrak távolsági vonatjárat érinti.

## Népesség
| Lakosok száma | 58 566 | 59 899 | 65 560 |
|               | 2010   | 2012   | 2020   |